# David Hubbard
David Hubbard (* 1792 nahe Old Liberty, Bedford County, Virginia; † 20. Januar 1874 in Pointe Coupee Parish, Louisiana) war ein US-amerikanischer Rechtsanwalt und Politiker (Demokratische Partei). Er war ein Cousin von Samuel Houston.

## Werdegang
David Hubbard besuchte die Bezirksschulen und eine Akademie. Während des Britisch-Amerikanischen Krieges trat er in die US-Army ein und diente dort im Quartermaster Corps, wo er den Dienstgrad eines Majors bekleidete. Dann zog er nach Huntsville (Alabama), wo er als Zimmermann arbeitete. Hubbard studierte Jura, bekam um 1820 seine Zulassung als Anwalt und fing dann in Huntsville an zu praktizieren. Dann zog er nach Florence, wo er zwischen 1823 und 1826 als Solicitor tätig war. Danach zog er 1827 nach Moulton, wo er als Händler tätig war.
Hubbard verfolgte ebenfalls eine politische Laufbahn. Er war in den Jahren 1827 und 1828 Mitglied im Senat von Alabama. Dann war er zwischen 1828 und 1835 Mitglied im Kuratorium der University of Alabama. In dieser Zeit zog er 1829 nach Courtland und ging dem Kauf und Verkauf von Chickasawland nach. Er war in den Jahren 1831, 1842, 1843, 1845 und 1853 Mitglied im Repräsentantenhaus von Alabama. Hubbard wurde in den 26. US-Kongress gewählt. Bei seiner Kandidatur 1840 für den nachfolgenden 27. US-Kongress erlitt er jedoch eine Niederlage. Er war im US-Repräsentantenhaus vom 4. März 1839 bis zum 3. März 1841 tätig. Danach ging er wieder seiner Tätigkeit als Anwalt nach. Hubbard kandidierte 1848 erfolgreich um einen Sitz im 31. US-Kongress, verfehlte allerdings seine Wiederwahl in den 32. US-Kongress. Er war im US-Repräsentantenhaus vom 4. März 1849 bis zum 3. März 1851 tätig. Dann nahm er 1859 als Delegierter am Southern Commercial Congress in Savannah (Georgia) teil. Im nachfolgenden Jahr war er Präsidentschaftswahlmann auf dem Breckinridge und Lane Ticket. Hubbard zog nach dem Amerikanischen Bürgerkrieg nach Spring Hill (Tennessee). Er verstarb 1874 im Haus seines Sohnes in Pointe Coupee Parish (Louisiana) und wurde in der Trinity Episcopal Churchyard in Rosedale (Louisiana) beigesetzt.